# Die Ermittlung (1966, DFF)
Die Ermittlung ist die am 19. Oktober 1965 geschaffene Aufzeichnung des Deutschen Fernsehfunks in der Volkskammer der DDR, nach dem szenischen Oratorium in 11 Gesängen von Peter Weiss. Die Inszenierung wurde durch ein Regiekollektiv unter der Leitung von Lothar Bellag in der Verantwortung der Akademie der Künste der DDR erarbeitet.

## Produktion
Bereits am 20. Oktober 1965 strahlte der Deutsche Fernsehfunk Ausschnitte der am 19. Oktober 1965 in Schwarz-Weiß geschaffenen Aufzeichnung aus der Volkskammer der DDR aus. Die komplette Fassung wurde erstmals am 20. November 1966 gesendet.

## Kritik
Mimosa Künzel von der Neuen Zeit fand es besonders bemerkenswert, dass sich namhafte Persönlichkeiten des öffentlichen Lebens, Politiker, Journalisten, Schriftsteller, Maler und Bildhauer, Regisseure und Schauspieler zur Lesung zusammenfanden. Sie vermisste nur einen musikalischen Ausklang, um die aufgerüttelten Sinne wieder zur Ruhe kommen zu lassen.